# Vi arme syndere
Vi arme syndere er en dansk film fra 1952. En tyvekomedie.
- Manuskript Fleming Lynge.
- Instruktion: Ole Palsbo og Erik Balling.

Blandt de medvirkende kan nævnes:
- Ib Schønberg
- Johannes Meyer
- Ellen Gottschalch
- Astrid Villaume
- Bendt Rothe
- Gunnar Lauring
- Knud Heglund
- Lise Ringheim
- Per Buckhøj
- Einar Juhl
- Torkil Lauritzen
- Henry Nielsen
- Karl Stegger
- Keld Markuslund
- Dirch Passer